# Ribeira (Terras de Bouro)

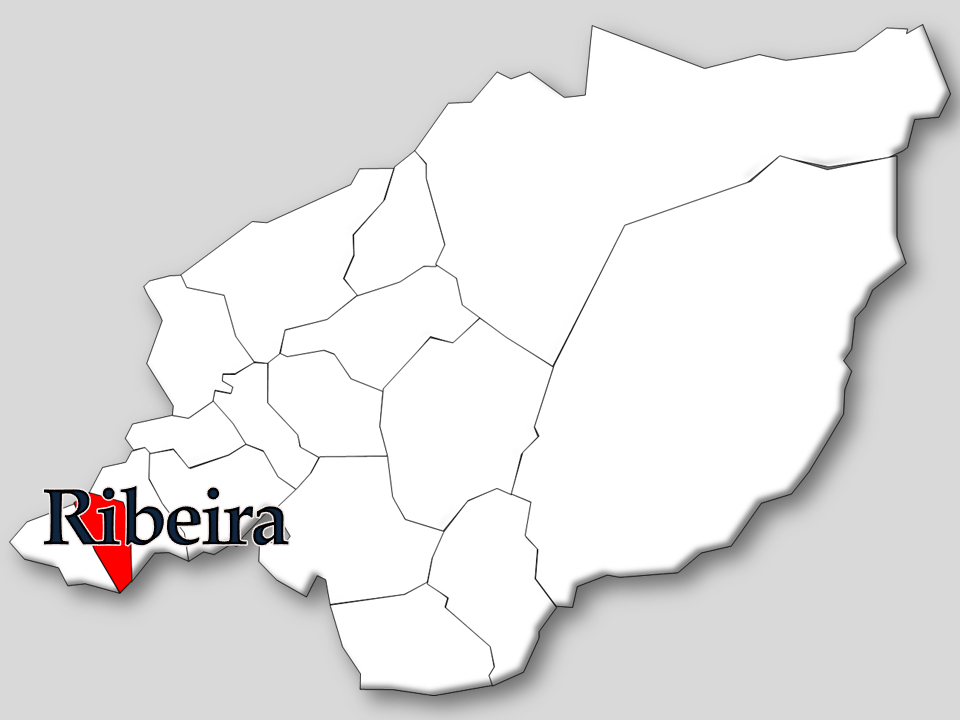
Localização da Freguesia de Ribeira no Município de Terras de Bouro

Ribeira é uma povoação portuguesa sede da Freguesia de Ribeira do Município de Terras de Bouro, freguesia com 2,44 km² de área e 212 habitantes (censo de 2021), tendo, por isso, uma densidade populacional de 86,9 hab./km².

## Demografia
A população registada nos censos foi:
| Distribuição da População por Grupos Etários | Distribuição da População por Grupos Etários | Distribuição da População por Grupos Etários | Distribuição da População por Grupos Etários | Distribuição da População por Grupos Etários |
| -------------------------------------------- | -------------------------------------------- | -------------------------------------------- | -------------------------------------------- | -------------------------------------------- |
| Ano                                          | 0-14 Anos                                    | 15-24 Anos                                   | 25-64 Anos                                   | > 65 Anos                                    |
| 2001                                         | 32                                           | 36                                           | 102                                          | 49                                           |
| 2011                                         | 36                                           | 22                                           | 129                                          | 55                                           |
| 2021                                         | 23                                           | 22                                           | 108                                          | 59                                           |

## Património
- Igreja Paroquial de São Mateus da Ribeira